# Annain
Der Annain ist ein kleiner Fluss im südlichen Zentrum von Frankreich, der im Département Cher der Region Centre-Val de Loire nordwestlich der Stadt Bourges verläuft.

## Geografie

### Verlauf
Der Annain entspringt einer kleinen Seenkette im westlichen Gemeindegebiet von Vasselay, entwässert mit mehreren Richtungsänderungen generell Richtung Westsüdwest und mündet nach rund 15 Kilometern im Gemeindegebiet von Mehun-sur-Yèvre als rechter Nebenfluss in einen Seitenarm der Yèvre.

### Orte am Fluss
(Reihenfolge in Fließrichtung)
- Le Bois Dureau, Gemeinde Vasselay
- Le Vernay, Gemeinde Saint-Éloy-de-Gy
- Valleau, Gemeinde Berry-Bouy
- La Touche, Gemeinde Allouis
- Mehun-sur-Yèvre